# بوتینازوسین
بوتینازوسین(به انگلیسی: Butinazocine) (INN) یک مسکن اپیوئیدی از خانواده بنزومورفان است که هرگز به بازار عرضه نشد.

## همچنین ببینید
- بنزومورفان